# Teresa Węgrzynowicz
Teresa Węgrzynowicz (ur. 26 września 1930 w Warszawie, zm. 28 kwietnia 2022) – polska muzealniczka i archeolog, dr hab. W latach 50. XX wieku wzięta taterniczka, członkini warszawskiego oddziału Klubu Wysokogórskiego. 

## Życiorys
W 1969 uzyskała doktorat, w 1979 otrzymała stopień doktora habilitowanego. Została zatrudniona na stanowisku docenta w Państwowym Muzeum Archeologicznym oraz była redaktorką „Wiadomości Archeologicznych”.
Zmarła 28 kwietnia 2022.